# Алекс Кол
Алекс Кол (англ. Alex Coal; род. 5 июня 1991[…], Лас-Вегас, Невада, США[…]) — американская порноактриса и эротическая фотомодель.

## Биография
Снималась для таких студий, как Blacked, Evil Angel, Girlfriends Films, Twistys, New Sensations, Digital Sin, Devil's Film, Mofos, Reality Kings, Jules Jordan Video, Pure Taboo, Brazzers, Naughty America и Zero Tolerance.
В 2020 году получила первые номинации на премию AVN Awards в категориях: «Лучшая лесбийская сцена» совместно с Принццесс за фильм Lesbian Obsessions 3, и «Лучшая сцена орального секса» за фильм Swallow Salon Welcomes Alex Coal to Give a Naughty POV Blowjob.

## Награды и номинации
| Год  | Награда                     | Результат | Категория                                   | Фильм                                                          |
| ---- | --------------------------- | --------- | ------------------------------------------- | -------------------------------------------------------------- |
| 2020 | AVN Awards                  | Номинация | Лучшая лесбийская сцена                     | Lesbian Obsessions 3                                           |
| 2020 | AVN Awards                  | Номинация | Лучшая оральная сцена                       | Swallow Salon Welcomes Alex Coal to Give a Naughty POV Blowjob |
| 2020 | AVN Awards                  | Номинация | Fan Award: Hottest Newcomer                 | н/д                                                            |
| 2020 | Spank Bank Awards           | Номинация | Fabulous Footjob Artisan of the Year        | н/д                                                            |
| 2020 | Spank Bank Awards           | Номинация | Fucking Nerd of the Year                    | н/д                                                            |
| 2020 | Spank Bank Awards           | Победа    | Hand Job Heroine of the Year                | н/д                                                            |
| 2020 | Spank Bank Awards           | Номинация | Oral Authority of the Year                  | н/д                                                            |
| 2020 | Spank Bank Technical Awards | Победа    | Most Improved 'Fan Sign' Model              | н/д                                                            |
| 2021 | AVN Awards                  | Номинация | Лучшая лесбийская групповая сцена           | Lesbian Squirting Gangbang 2                                   |
| 2021 | AVN Awards                  | Номинация | Лучшая сцена секса в виртуальной реальности | Wet Sluts                                                      |
| 2021 | AVN Awards                  | Номинация | Лучшая сцена триолизма (П/П/Д)              | Double Trap                                                    |
| 2021 | AVN Awards                  | Номинация | Лучшая сцена триолизма (Д/Д/П)              | Dildo Fight!                                                   |
| 2021 | XBIZ Award                  | Номинация | Лучшая сцена секса — виртуальная реальность | The Dorm Room: Back to School Edition                          |